# Minerva protege a Pax de Marte
Minerva protege a Pax de Marte, también conocida como Paz y Guerra es una obra del pintor flamenco Peter Paul Rubens. Se trata de un lienzo que mide 198 cm de alto y 297 cm de ancho. Se conserva en la National Gallery de Londres (Reino Unido). Data de alrededor de 1629 a 1630. 
Rubens pintó el cuadro en Londres durante una misión diplomática de paz en nombre de España con Inglaterra y lo regaló al rey Carlos I. El cuadro representa a Minerva, diosa de la sabiduría y de las artes, en el acto de alejar a Marte, dios de la guerra, mientras delante de ellos está la figura desnuda de Pax.